# 松平永兼
松平 永兼（まつだいら ながかね）は、安土桃山時代から江戸時代初期にかけての信濃国松本藩戸田松平家の世嗣。通称は孫六郎。信州松本神社で祭神の一柱の暘谷（ようこく）神として祀られている。

## 略歴
松平康長の長男として誕生した。母は久松俊勝の娘・松姫。幼名は虎松。
文禄元年（1592年）に元服し、伯父徳川家康より越中国則重の刀を下賜された。しかし、家督を相続することなく元和5年（1619年）に没した。戒名は劫岩玄永壽昌院。
代わって異母弟・忠光が嫡子となった。